# 萨巴代勒洛泽斯
萨巴代勒洛泽斯（法語：Sabadel-Lauzès，法語發音：[sabadɛl lozɛs]）是法国洛特省的一个市镇，属于古尔东区。

## 地理
萨巴代勒洛泽斯（44°34'2"N, 1°36'11"E）面积8.79 平方千米，位于法国奧克西塔尼大區洛特省，该省份为法国西南部内陆省份，北起顺时针与科雷兹省、康塔爾省、阿韦龙省、塔恩-加龙省、洛特-加龍省和多尔多涅省接壤。
与萨巴代勒洛泽斯接壤的市镇（或旧市镇、城区）包括：卡布勒雷、洛泽斯、朗蒂亚克迪科斯、莱佩什迪韦尔斯、塞纳亚克洛泽斯。

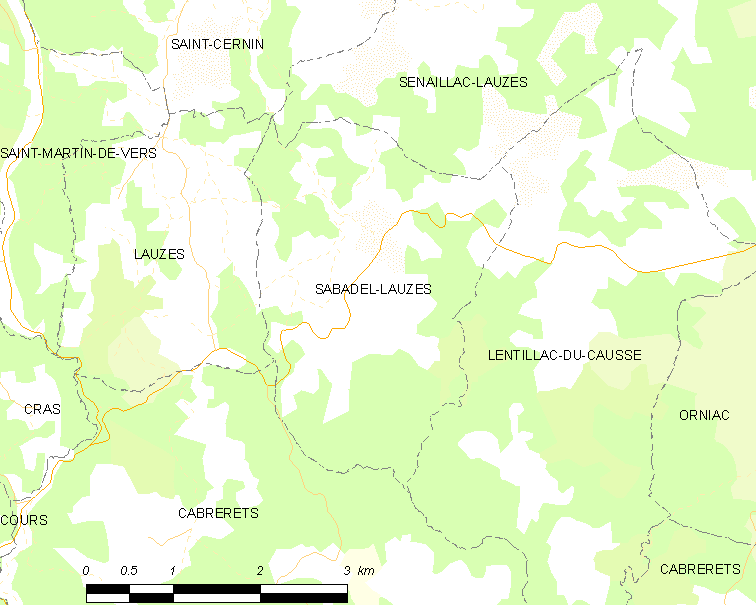
萨巴代勒洛泽斯的OSM定位图

萨巴代勒洛泽斯的时区为UTC+01:00、UTC+02:00（夏令时）。

## 行政
萨巴代勒洛泽斯的邮政编码为46360，INSEE市镇编码为46245。

## 政治
萨巴代勒洛泽斯所属的省级选区为科斯与谷地县。

## 人口

1962-2008年间萨巴代勒洛泽斯人口变化图示

萨巴代勒洛泽斯于2022年1月1日时的人口数量为91人。